# Scott Cummings

a Compétitions nationales et continentales officielles uniquement.

b Matchs officiels uniquement.
Dernière mise à jour le 30 juillet 2025.
Scott Cummings, né le 3 décembre 1996 à Glasgow (Écosse), est un joueur international écossais de rugby à XV jouant au poste de deuxième ligne aux Glasgow Warriors.

## Biographie
Pur produit du système de formation écossais, Cummings a joué dans les équipes nationales des moins de 16, 19 et 20 ans. Au championnat du monde junior 2015, jouée en Angleterre, il est le capitaine des moins de 20 ans écossais.
Jusqu'en 2018, Cummings joue au niveau national pour les clubs des Glasgow Hawks puis Currie, tout en ayant signé en 2014 un premier contrat avec l'équipe professionnelle des Glasgow Warriors qui lui permet de gagner du temps de jeu parmi les amateurs tout en s'entraînant avec un encadrement et des joueurs professionnels et d'éventuellement obtenir sa place parmi les Warriors. En 2015, il obtient une première sélection dans un match amical contre l'ASM Clermont Auvergne.
Sur le plan international, Cummings est appelé à préparer la tournée de novembre 2017, mais n'est pas retenu pour jouer un match. Il débute à 22 ans lors d'un match de préparation à la Coupe du monde 2019 contre la France, puis dispute deux rencontres de plus contre la France et la Géorgie dans les deux semaines suivantes. Avec ces trois sélections à son actif, il est retenu parmi les 31 internationaux pour jouer la Coupe du monde au Japon.
Durant la saison 2022-2023, son équipe atteint la finale du Challenge européen où elle affronte le RC Toulon. Pour cette rencontre, il est titulaire en deuxième ligne aux côtés de JP du Preez; son équipe est cependant battue sur le score de 43 à 19,.
Le 16 août 2023, il fait partie de la liste définitive des 33 joueurs convoqués par Gregor Townsend pour disputer la Coupe du monde 2023.
Au mois de janvier 2024, il est sélectionné pour le Tournoi des Six Nations. Durant la suite de la saison 2023-2024, les Glasgow Warriors atteignent la finale du championnat après avoir éliminé le Munster en demi-finale. En finale contre les Bulls, Scott Cummings est titulaire en deuxième ligne avec Richie Gray. Il marque un essai durant la rencontre et son équipe s'impose 21 à 16, remportant la compétition pour la deuxième fois de leur histoire après 2015,.
Début mai 2025, il est convoqué pour la tournée des Lions britanniques et irlandais en Australie. Il honore sa première sélection avec cette équipe face à l'Argentine le 20 juin suivant. 

## Palmarès
- Glasgow Warriors
  - Vainqueur du Pro12/United Rugby Championship en 2015 et 2024
  - Finaliste du Pro14 en 2019
  - Finaliste du Challenge européen en 2023